# 莱皮讷 (上阿尔卑斯省)
莱皮讷（法語：L'Épine，法語發音：[lepin]）是法国上阿尔卑斯省的一个市镇，属于加普区。

## 地理
莱皮讷（44°25'1"N, 5°37'1"E）面积33.47 平方千米，位于法国普罗旺斯-阿尔卑斯-蓝色海岸大区上阿尔卑斯省，该省份为法国东南部内陆省份，北起萨瓦省，西北接伊泽尔省，西南接德龙省，南至上普罗旺斯阿尔卑斯省，东北部与意大利接壤。
与莱皮讷接壤的市镇（或旧市镇、城区）包括：蒙克吕、蒙热、拉皮亚尔、里贝雷、锡戈捷、索尔比耶、瓦尔德龙、瓦尔杜勒。

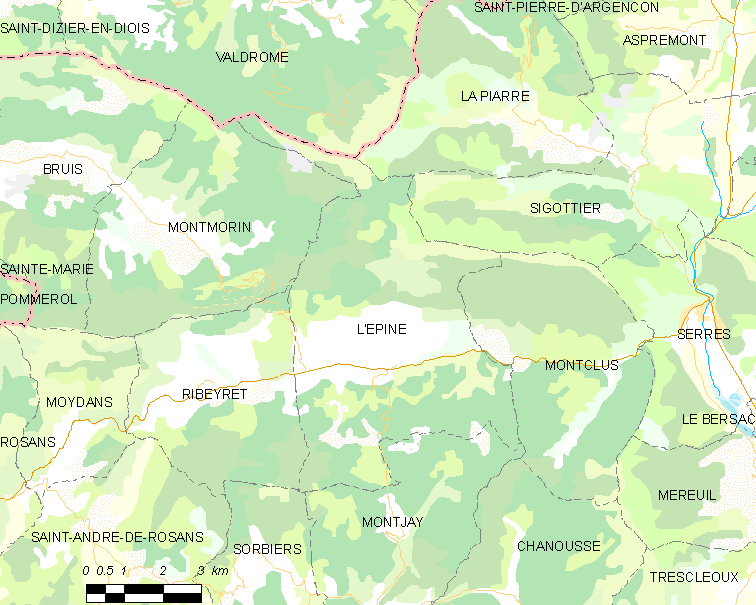
的OSM定位图

莱皮讷的时区为UTC+01:00、UTC+02:00（夏令时）。

## 行政
莱皮讷的邮政编码为05700，INSEE市镇编码为05048。

## 政治
莱皮讷所属的省级选区为塞尔县。

## 人口

1962-2008年间人口变化图示

莱皮讷于2022年1月1日时的人口数量为202人。